# Masters de Indian Wells 2008

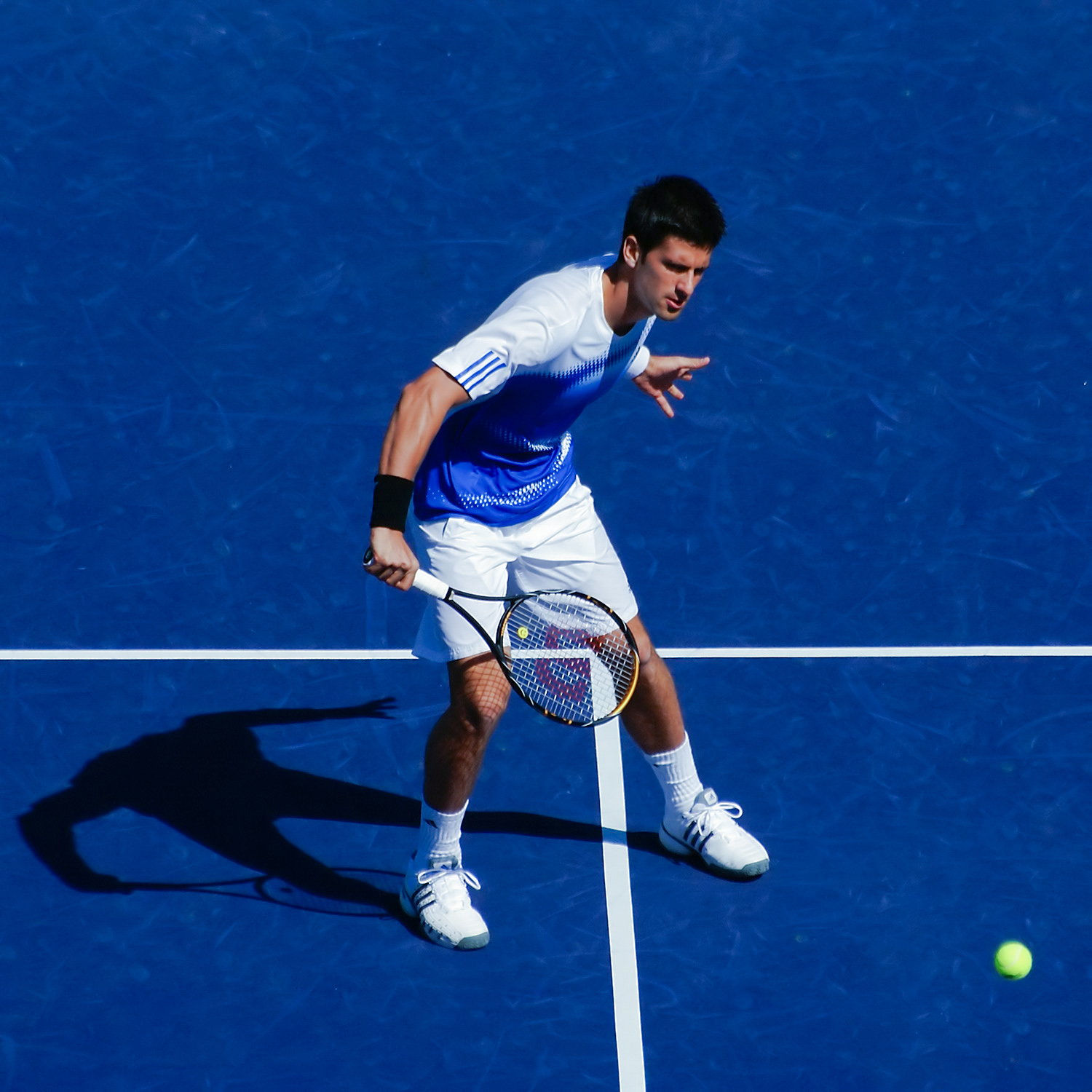
Novak Djokovic voleando.

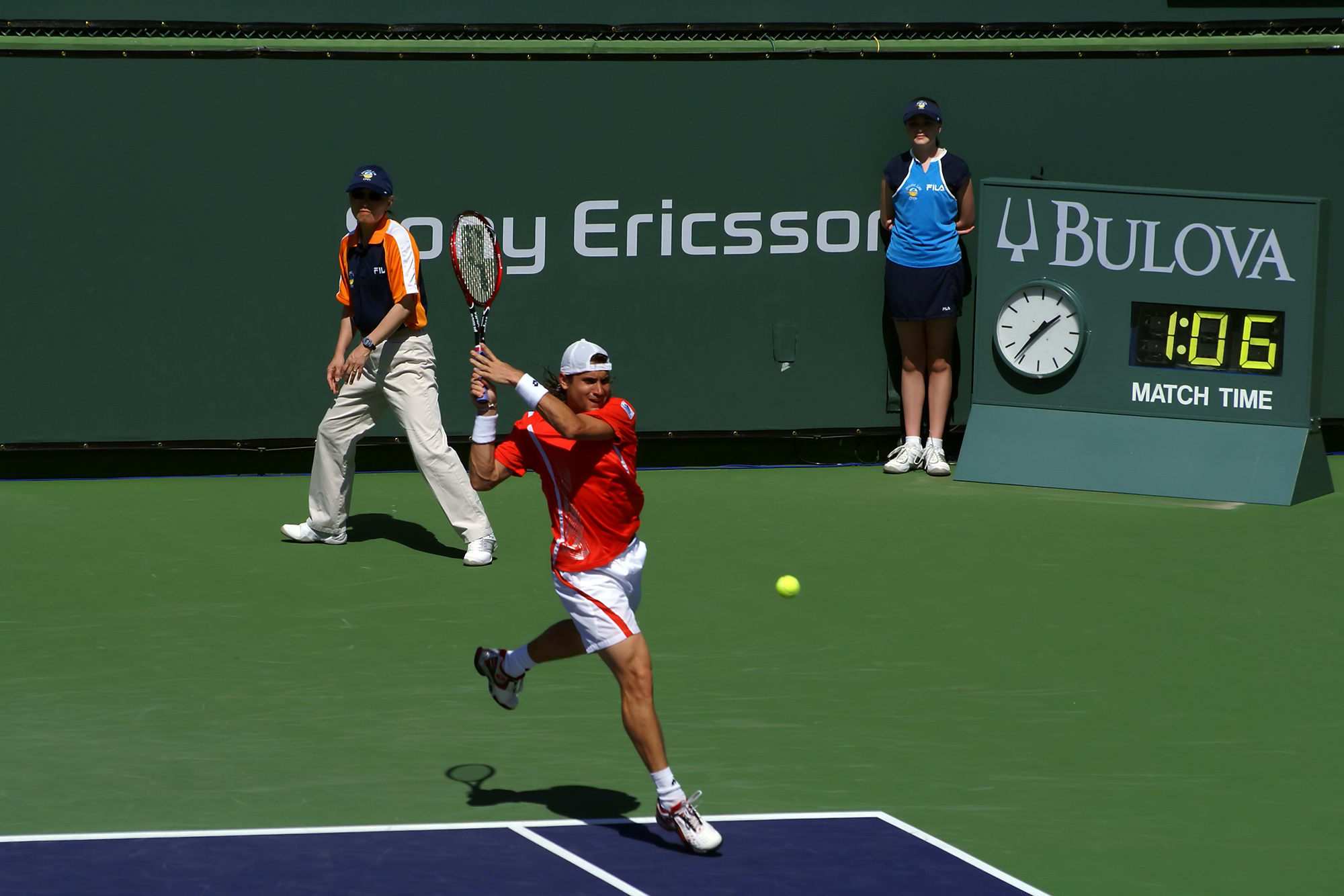
David Ferrer golpeando de revés.

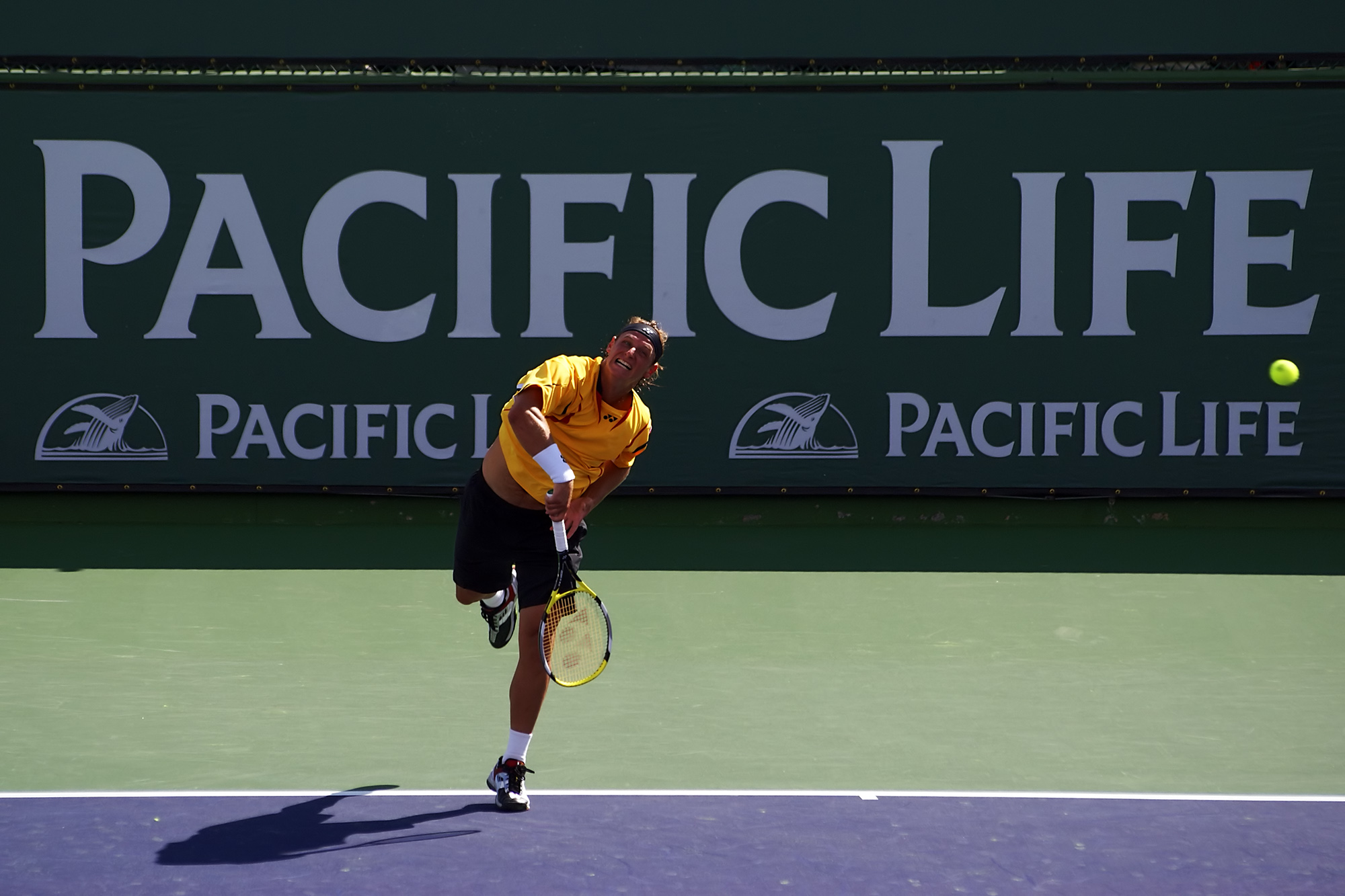
David Nalbandian sacando.

El Masters de Indian Wells 2008, conocido como Pacific Life Open por razones de patrocinio, fue tanto un torneo del ATP Tour como del WTA Tour celebrado en las pistas duras del Indian Wells Tennis Garden, en Indian Wells, California, entre el 10 y el 23 de marzo de ese año. Formó parte de los ATP Masters Series en el ATP Tour 2008 y de la serie Tier I del WTA Tour 2008.
El cuadro masculino estuvo encabezado por Roger Federer, el anterior campeón Rafael Nadal y el ganador del Abierto de Australia 2008 Novak Djokovic. Otros nombres importantes en el cuadro fueron el finalista del Abierto de Australia 2008 Jo-Wilfried Tsonga, Nikolái Davydenko, David Ferrer y Mijaíl Yuzhny. Muchos fanes confiaban en las posibilidades de Andy Roddick y James Blake de ganar el título, sin embargo fue el estadounidense Mardy Fish el que más cerca estuvo, llegando a la final.
La principal favorita en el cuadro femenino era la finalista del Abierto de Australia 2008 y número 2 del mundo Ana Ivanović. Otras tenistas importantes eran María Sharápova,  Jelena Janković, Svetlana Kuznetsova, Amélie Mauresmo y Lindsay Davenport.
Este torneo supuso la primera vez en la historia que tanto el torneo masculino como el femenino fueron ganados por jugadores de Serbia.
Los partidos de la previa se disputaron entre el 10 y el 12 de marzo. Los partidos del cuadro principal empezaron el 12 de marzo para las mujeres y el 13 de marzo para los hombres. La final en ambas categorías se disputó el 23 de marzo.

## Campeones

### Individuales Masculino
Novak Djokovic vence a  Mardy Fish, 6-2, 5-7, 6-3
- Para Djokovic fue el segundo título de la temporada y el 9.º de su carrera.

### Individuales Femenino
Ana Ivanović vence a  Svetlana Kuznetsova, 6-4, 6-3
- Para Ivanovic fue el primer título de la temporada y el 6.º de su carrera.

### Dobles Masculino
Jonathan Erlich /  Andy Ram vencen a  Daniel Nestor /  Nenad Zimonjić, 6-4, 6-4

### Dobles Femenino
Dinara Sáfina /  Yelena Vesniná vencen a  Yan Zi /  Zheng Jie, 6-1, 1-6, 10-8